# 马伟民
马伟民（1930年6月—），男，福建福州人，中国煤炭开采专家，曾任中国矿业学院教授、博士生导师。